# موافقة ملكية

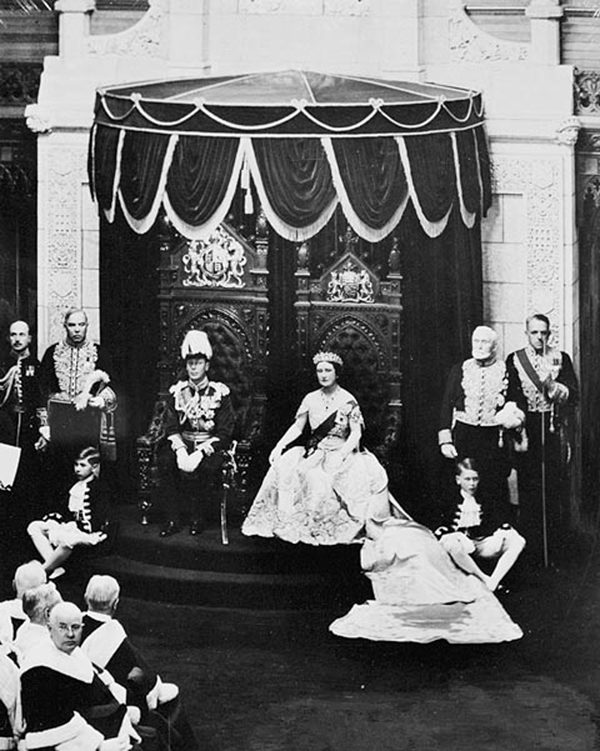
الملك جورج السادس ملك كندا، يمنح الموافقة الملكية لقوانين مجلس الشيوخ الكندي في 19 آذار عام 1939، وزوجته، الملكة اليزابيث على اليمين

الموافقة الملكية هي الطريقة التي يستخدمها أي ملك أو ملكة ذوات حكم دستوري لكي يقرّ رسميًا تشريعًا لبرلمان بلاده أو بلادها، ومن ثم إصداره لقانون، أو تركه يُعمم بصفته قانونًا.
يُعد هذا التشريع في الغالبية العظمى من الملكيات المعاصرة أكثر بقليل من كونه مجرد إجراء شكلي؛ حتى في تلك الدول التي لا تزال تسمح لحاكمها بـحجب الموافقة الملكية مثل (المملكة المتحدة، والنرويج، وليختنشتاين)، فالحاكم في الغالب لا يفعل هذا أبداً إلا في حالات الطوارئ السياسية المنذرة بكارثة، أو بناء على نصيحة من حكومته، أو حكومتها. عندما تمت ممارسة سلطة حجب الموافقة الملكية ذات مرة في الملكيات الأوروبية، فهي نادرة الوجود في الوضع السياسى الديموقراطى الحديث، انتشرت هناك منذ القرن 18.
ترتبط الموافقة الملكية أحيانًا بالاحتفالات المنمقة. في المملكة المتحدة، فعلى سبيل المثال، إن الملك قد يظهر شخصيًا في مجلس الأعيان، أو قد يعين المفوضين الأعيان، والذين يعلنون بدورهم أنهم منحوا الموافقة الملكية في حفل أُقيم في قصر وستمنستر. إلا أن الموافقة الملكية تُمنح عادة لبراءات الاختراع في أجواء أقل احتفاليةً. ففي دول أخرى بما فيها أستراليا، وكندا، الحاكم العام يقوم فقط بتوقيع مشروع القانون. يجب أن يكون البرلمان على اطلاع بمن يحصل على الموافقة دائمًا. توجد طريقتان متاحتان: قد يمنح ممثلى الملك الموافقة في حضور كلًا من مجلسى البرلمان، أو كبديل، يمكن إخطار كل مجلس على حدة، وعادة بواسطة المتحدث باسم المجلس.

## المملكة المتحدة
في المملكة المتحدة، الموافقة الملكية هي الخطوة النهائية اللازمة لأى مشروع قانون برلمانى ليُشرع كقانون. ففور تقديم مشروع قانون برلماني إلى الملك أو ممثل الملك يكون أمام الملك أو الملكة ثلاثة خيارات رسمية: أولًا، من الممكن أن يمنح الملك الموافقة الملكية على مشروع القانون مما يجعله قانونًا برلمانيًا. ثانيًا، يمكن للملك أن يحجب الموافقة الملكية، وبالتالي له الحق في الاعتراض على مشروع القانون. وأخيرًا، يمكن للملك أن يُبقى على الموافقة الملكية، بمعنى، تأجيل اتخاذ القرار بشأن مشروع القانون حتى وقت لاحق.
فبموجب الأعراف الدستورية الحديثة، يتصرف الملك أو الملكة بناءً على نصيحة وزرائهم. في حين أن الوزراء في معظم الأحيان يؤكدون على دعم البرلمان، وهم أيضًا يملكون امتياز سن مشاريع القوانين، فليس واردًا على الإطلاق أن ينصحوا الملك بـحجب الموافقة.
يوجد استثناء أحيانًا إذا لم يُصدّق على مشاريع القوانين بمسعى حميد؛ على الرغم من أنه من الصعب تفسير ما يُسن من تشريعات. ومن ثم، فإن الموافقة المالية تكون أكيدة دائمًا، في العُرف الحديث؛ ولكن رفض منح الموافقة يكون لازمًا في حالة الطوارئ، والتي تتطلب بدورها استخدام الحاكم لقواه الاحتياطية.

### تطور تاريخى
ففي الأصل، الحاكم يزاول السلطة التشريعية بموجب نصيحة البلاط الملكى ريجيس "Curia Regis"، أو المجلس الملكى، الذي يشارك فيه أقطاب، ورجال دين متحولا إلى برلمان. أما البرلمان النموذجى المزعوم يضم أساقفة، ورؤساء الدير، والإيرليات، والبارونات، واثنين من الفرسان عن كل مقاطعة، ومواطنين عن كل إقليم. في عام 1965 دعا الإيرل ليستر بين إقبال وإدبار إلى برلمان شامل بدون إذن ملكي. ولكن الشكل النهائى جاء منقسما لفرعين، مجلس الأعيان والذي ضم الأساقفة، ورؤساء الدير، والإيرليات، والبارونات، ومجلس النواب الذي ضم ممثلى الأقاليم، والمقاطعات.يطلب الملك مشورة، وموافقة كلًا من المجلسين قبل صياغة أي قانون. في عهد هنري السادس، أصبح استحداث التشريع في شكل مشاريع قوانين عملًا اعتياديًا لكلا المجلسين، وهذه المشاريع لا تصبح قوانين إلا إذا وافق عليها الحاكم، حيث أن الحاكم كان وما زال مُشرع القوانين. وبالتالي فإن كل الأعمال تحتوي على البند «الذي يسنه جلالة الملك، أو الملكة من خلال وبمشورة، وموافقة الأعيان والنواب الثيوقراطيين والعلمانيين، في البرلمان الحالى المُنعقد، وبسلطتهم أيضا، على النحو التالي......» قدمت قوانين البرلمان لعامي 1911 و1949 ديباجة محتملة ثانية إذا تم استبعاد مجلس الأعيان من العملية.
يقوم الحكام غالبًا بتثبيط سلطة البرلمان التي تصدق على القوانين. قام تشارلز الأول بحل البرلمان في عام 1629، بعد تصديقه على الاقتراحات الإشكالية، ومشاريع القوانين لتقييد ممارسته التعسفية للسلطة. خلال الإحدى عشر عامًا من الطغيان التي جاءت بعد ذلك، قضى تشارلز على الإجراءات المشكوك في صحتها من الناحية القانونية، مثل زيادة الضرائب بدون موافقة البرلمان. بعد الحرب الأهلية الإنجليزية كان انعقاد البرلمان بانتظام أمرًا مسموحًا به. ولكن ما زال معهود عن الحكام رفضهم منح الموافقة الملكية على مشاريع القوانين. في عام 1678، حجب تشارلز الثاني موافقته على مشروع قانون «للحفاظ على السلام في المملكة من خلال إيقاف الميلشيا وحبسهم مدة أثنان وأربعون يومًا» وأشار إلى أنه سيسيطر على الميلشيا وليس البرلمان. حجبت الملكة آن، آخر حكام عائلة ستيوارت، وعلى نحو مماثل موافقتها على مشروع قانون استيطان الميلشيا في إسكتلندا في 11 آذار عام 1708 بناءً على نصيحة وزرائها. ولم يقم أي حاكم منذ ذلك الوقت بحجب موافقته على مشروع قانون مُصدق عليه من قبل البرلمان البريطانى.
خلال فترة حكم أسرة هانوفر اللاحقة، مارس كلًا من البرلمان والحكومة السلطة تدريجيًا. جورج الأول، أول حاكم من أسرة هانوفر، اعتمد على وزرائه على نطاق أوسع من الحكام السابقين، وفيما بعد حاول حكام هانوفر استعادة السيطرة الملكية على التشريع: عارض كلًا من جورج الثالث وجورج الرابع ملك المملكة المتحدة تحرير الكاثوليكية علنًا. وأكدا على أن منح الموافقة على مشروع قانون تحرير الكاثوليكية سينتهك قَسَم تتويج الملوك الكاثوليك، الأمر الذي يتطلب من الحكام أن يحافظوا على ويحموا كنيسة انجلترا المُؤَسَّسة من السيطرة البابوية. وأنهم سيضمنون الحقوق للأفراد الذين هم في تحالف مع قوة أجنبية والتي لم تعترف بشرعيتهم. ومع ذلك، منح جورج الرابع موافقته كارها بناءً على مشورة وزرائه. وبالتالي، فإن مفهوم المسئولية الوزارية تطور، فسلطة حجب الموافقة الملكية اُهملت في كلًا من الأمم المتحدة، وعوالم الكومنولث الأخرى.
في عام 1914، عمل جورج الخامس بالمشورة القانونية بشأن حجب الموافقة الملكية عن مشروع قانون حكومة ايرلندا، في البرلمان قامت الحكومة الليبرالية بمناقشة بند مثير للجدل من التشريعات عن طريق قانون البرلمان عام 1911. قرر الملك انه يجب ان لا تحجب موافقة دون "أدلة مقنعة على لأن ذلك من شأنه أن يجنبما كارثة وطنية، أو على الأقل سيكون لها تأثير مُطمئن على ظروف الوقت المُشتتة.

#### الاحتفال

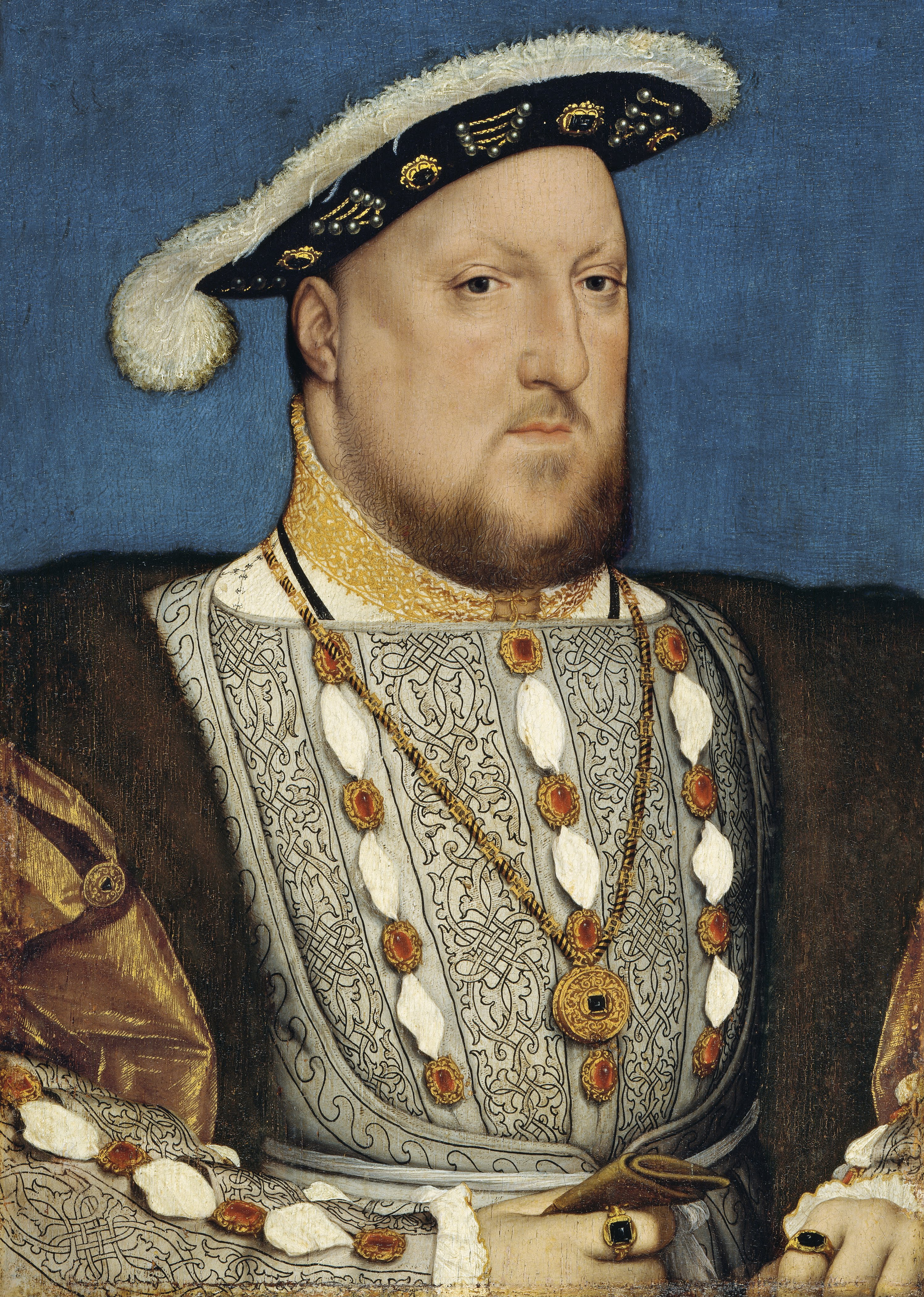
هنري الثامن يقدم طريقة جديدة لمنح الموافقة الملكية

في المملكة المتحدة، يُقدم مشروع القانون للموافقة الملكية بعد اجتيازه جميع المراحل اللازمة في كلًا من مجلس النواب ومجلس الأعيان. وبموجب أعمال البرلمان عام 1911 وعام 1949، وفي ظل ظروف معينة يمكن لمجلس النواب أن يُفيد بأن مشروع القانون يُعرض للموافقة على الرغم من افتقاده المصادقة من قبل مجلس الأعيان. تُمنح الموافقة رسميًا من قبل الحاكم أو المفوضين الأعيان الذي له سلطة بإجَازَتها. يجوز منح الموافقة داخل المجلس أو خارجه؛ وفي هذه الحالة الأخيرة، يجب إخطار كل مجلس على حدة قبل تفعيل مشروع القانون.
كاتب البرلمان، هو موظف في مجلس الأعيان، والذي يُقر، بشكل تقليدي، صيغة في القانون الفرنسي الأنجلو نورمان، التي تُشير إلى قرار الحاكم. إن منح الموافقة الملكية على مشروع قانون الدعم يُشار إليه بعبارة "La Reyne remercie ses bons sujets, accepte leur benevolence, et ainsi le veult", وترجمتها " الملكة تشكر أتباعها المخلصين، وتقبل هباتهم السخية، بل وترغب أيضًا بمشاريع القوانين الخاصة أو العامة، الصيغة سهلة "La Reyne le vault"("الملكة ترغب في ذلك "). أما بالنسبة لمشاريع القوانين الشخصية، العبارة كانت "Soit fait comme il est désiré" ("فلتكن كما هو مرغوب فيها"). إن الصيغة الملائمة لحجب الموافقة الملكية هي التلطيفي "La Reyne s'avisera" ("الملكة سوف تنظر فيه"). عندما يكون الحاكم ذكرًا يُستبدل لقب "le Roy" لتصبح "la Reyne".
قبل عهد هنري الثامن كان الحاكم يمنح موافقته أو موافقتها شخصيًا. فالحاكم يرتدي التاج الإمبراطوري للدولة، يجلس على كرسي العرش في غرفة الأعيان، ويحيط به البُشَراء وأعضاء المحكمة الملكية_وهو مشهد لايتكرر إلا في افتتاح برلمان الدولة الرسمي السنوي. والنواب، بقيادة المُتحدثون باسمهم، يستمعون إلى المحامين من الأعيان، خارج المحكمة. قدم كاتب البرلمان مشاريع القوانين، التي تنتظر موافقة الملك. يُبقي على مشاريع قوانين الدعم المطروحة بشكل تقليدي من قبل المتحدث. يقف كاتب ولي العهد على يمين الحاكم، ويقرأ عليه بصوت عال عناوين مشاريع القوانين (وفي السابق كان يقرأ نص مشاريع القوانين كاملةً). كاتب البرلمان يقف على يسار الحاكم، معلنًا الصيغة الفرنسية للأنجلو نورمان المناسبة.
قدم هنري الثامن طريقة جديدة لمنح الموافقة الملكية. فقد كانت هناك وسيلة جديدة لمنح الموافقة الملكية في عهد هنري الثامن. في عام 1542، سعى هنري إلى تنفيذ حكم الإعدام في زوجته الخامسة، كاثرين هوارد التي اتُهمت بارتكاب جريمة الزنا، لم يصدر حكم الإعدام عن مُحاكمة ولكن عن إصدار قانون بالإدانة، والذي كان يجب أن يوافق عليه شخصيًا بعد سماعه للنص كاملًا. قرر هنري أن اختباره "تكرار مثل هذا الأمر المُفجع وسرد مثل هذه الجريمة المشينة" "من الممكن أن يتسبب في فتح جرحه القديم، الذي كان قد التئم بالفعل في قلبه". وبناء على ذلك، أدرج البرلمان بند في قانون الإدانة، ينص على أن موافقة الممنوحة من قبل المفوضين " ليست ولم تكن ولا يجب أن تكون جيدة على الإطلاق بقدر جودة الموافقة الممنوحة من قبل الحاكم شخصيًا. وقد استُخدم هذا الإجراء خمس مرات فقط خلال القرن 16، ولكن استُخدم في كثير من الأحيان خلال القرنين 17و18، وخصوصا عندما بدأت صحة جورج الثالث تتدهور. في عام 1854، أصبحت الملكة فيكتوريا آخر الملوك التي منحت الموافقة شخصيًا.
عندما تُمنح الموافقة من قبل المفوضية، يفوض الحاكم ثلاثة لوردات أو أكثر (عادةً خمسة) فهم مستشارو الملك الذين يمنحون الموافقة باسم الملك أو الملكة. اللوردات المفوضون، كما يُعرفون بممثلي الملك، يرتدون عباءة البرلمان القرمزية ويجلسون على مقاعد القضاة بين كرسي العرش والمقاعد الأخرى. اللوردات يقرءون ولكن الكاتب يقرا التصريح بصوت عال؛ يعلن المُفوضون الكبار قائلًا "السادة اللوردات، إطاعةً لأوامر صاحبة الجلالة، وبنزاهة المُفوضية التي تقرأ الآن، نحن نعلن
كما نُخطر سيادتكم، بأن اللوردات الثيُوقراطيين والعلمانيين والعامة في البرلمان مجتمعين، على أن جلالتها منحت الموافقة الملكية لعدة قوانين مذكورة في التصريح.
خلال ستينيات القرن العشرين توقفت احتفالات منح الموافقة الملكية من قبل المُفوضية وأصبحت تُستخدم مرة واحدة في العام، في نهاية الدورة البرلمانية السنوية. في عام 1960، وصل حاجب محكمة "Black Rod" بلاك رود المحترم لاستدعاء مجلس النواب إلى المَحكمة في ظل مناظرة محتدمة واحتجاج العديد من الأعضاء ضد التعطيل وذلك عن طريق رفض حضور الاحتفالات. في عام 1965 تكررت هذه الحادثة؛ هذه المرة كانت عندما غادر المتحدث كرسيه للذهاب إلى مجلس الأعيان، استمر بعض الأعضاء في إلقاء الخطابات. ونتيجة لذلك، صدر قانون الموافقة الملكية عام 1967، خالقًا صيغة إضافية لمنح الموافقة الملكية. ومن ثم، فإن منح الموافقة الملكية من قبل الملك شخصيًا، أو من قبل المُفوضية مازال ممكنًا، ولكن هذه الصيغة الثالثة تُستخدم على أساس يومي.
بموجب قانون الموافقة الملكية لعام 1967، كان من الممكن أن تُمنح الموافقة الملكية بواسطة الحاكم كتابةً عن طريق وسائل الإجازة، والتي تُعرض على الموظف المسئول عن كل مجلس في البرلمان. ثم يقوم الموظف المسئول بعمل بيان رسمي ولكن بسيط للمجلس، مُعلمًا كل مجلس أن القوانين المذكورة حصلت على الموافقة الملكية. ومن ثم، على عكس منح الموافقة الملكية من قبل الملك شخصيًا أو بواسطة المُفوضين الملكيين، فإن الطريقة المُصاغة بواسطة قانون الموافقة الملكية لعام 1967، لا تتطلب من كلا المجلسين أن يجتمعوا سويًا بغرض تلقّ إشعار الموافقة الملكية. إن النص المعياري للإجازة بدأ في وزارة حقوق التاج (لوائح الصيغ والتصريحات) مرسوم عام1992، مع تعديلات بسيطة في عام 2000. ولكنه مازال الطريقة المعيارية بشكل رسمي، حقيقة أنه منقول من صياغة الإجازة لتعيين مُفوضين ملكيين ومن صياغة الإجازة لمنح الموافقة الملكية كتابةً بموجب قانون 1967 («....ونظرًا لأننا لم نستطع أن نكون حاضرين في هذا الوقت في مجلسنا الأعلى فهو مكاننا المعتاد لمنح موافقتنا الملكية....»)
عندما تُصدر الموافقة الملكية على القانون بواسطة الحاكم شخصيًا، أو بواسطة المُفوضين الملكيين المُختصين، تُمنح الموافقة في الوقت الذي تُعلن فيه الموافقة في حضور كلا المجلسين مجتمعين معًا، عند إتباع الإجراء المصاغ بواسطة قانون الموافقة الملكية لعام 1967، تُمنح الموافقة عندما يتلقى الموظفون المسئولون لكلا المجلسين الإجازة من الملك أو الملكة والتي تُشير بالموافقة، وسيقوم هؤلاء الموظفون بإخطار مجلسهم المُوقر بحصوله على الموافقة الملكية. وبالتالي إذا قام كل موظف بصياغة التصريح في توقيت مختلف (وهذا من الممكن أن يكون قد حدث بسبب عدم بدأ أحد المجالس في الوقت المحدد)، تُعد الموافقة فعّالة عندما يُصاغ التصريح الثاني. وهذا شيء مهم، بموجب القانون البريطاني، ما لم يكن هناك أي بند مخالف لذلك، ويكون القانون نافذًا في الموعد الذي سيتلقى فيه الموافقة الملكية ولكن هذا الموعد لايُعد الموعد نفسه لتوقيع الإجازة، أو لتوصيل هذه الإجازات إلى الموظفون المسئولون لكل مجلس، ولكن الموعد الذي سيتطلع فيه كلا المجلسين رسميًا بمنح الموافقة على القانون.
بصرف النظر عن الوسيلة المستخدمة للدلالة على الموافقة الملكية، التي هي مسؤولية كاتب البرلمان، فبمجرد أن يُخطر كلا المجلسين كما ينبغي، ليس فقط لتأييد القانون بموافقة الملك على الصيغة الفرنسية الرسمية نورمان، ولكن لتصدّق على أن الموافقة قد مُنحت. يوقع الكاتب على نسخة أصلية واحدة من مشروع القانون، والتي تتضمن موعد إخطار المجلسين بالموافقة الملكية بين نص بند التشريع والبند الأول من القانون. عندما يَصدُر قانون، يُحذف توقيع الكاتب، لأن الصيغة الفرنسية نورمان، يجب إعلان المُصادقة عليها كتابةً. على الرغم من أنه عندما يُخطر بموعد الموافقة الملكية فإنه يكون مدموغ في أقواس.

### البرلمانات والجمعيات المنقولة

#### اسكتلندا
الموافقة الملكية هي المرحلة النهائية في العملية التشريعية لقوانين البرلمان الإسكتلندي . هذه العملية محكومة بواسطة بنود رقم 28، 32، و33 من قانون اسكتلندا عام1998. بعد التصديق على مشروع القانون، الموظف المترئس للبرلمان الإسكتلندي يُحِيله إلى الملك للموافقة الملكية عليه بعد فترة تناهز الأربعة أسابيع، التي من الممكن أن يقوم خلالها المحامي العام لاسكتلندا، محامي التاج، أو النائب العام بإحالة مشروع القانون إلى المحكمة العليا للأمم المتحدة. (قبل 1 أكتوبر 2009، اللجنة القضائية لمجلس شورى الملك) بشأن إعادة النظر في شرعيته. الإجَازَة تُشير إلى الموافقة الملكية بموجب الختم الأعظم لاسكتلندا في الصيغة التالية والذي شَرَعَ في البرلمان الإسكتلندي (الإجَازَة والتصريحات) مرسوم عام 1999 (737/1999 SI) ومنه الإخطار الصادر في لندن وادنبره وبلفاست والجرائد الرسمية...
"إليزابيث الثانية منّة الله للمملكة المتحدة لبريطانيا العظمى وأيرلندا الشمالية والعوالم والأقاليم الأخرى ملكة ورئيسة الكومنولث ومدافعة عن الإيمان وشخص نثق فيه ومحبوبة من أعضاء البرلمان الإسكتلندي والذين يُحيون:
وبقدر المشاريع المختلفة التي تم شُرّعت بواسطة البرلمان الإسكتلندي والمُقدمة إلينا للحصول على الموافقة الملكية عن طريق الموظف المُترئس للبرلمان الإسكتلندي بالتوافق مع قانون اسكتلندا عام 1998 والعناوين القصيرة التي ترد فيها مشاريع القوانين مذكورة في مُلحَق هنا لوضع مشاريع القوانين هذه بنزاهة بموجب قانون اسكتلندا عام 1998 لأن هذه المشاريع لا تُصبح قوانين للبرلمان الإسكتلندي ولا تُصبح نافذة في القانون بدون موافقتنا الملكية والمُشار إليها بالإجَازَة بموجب ختمنا الإسكتلندي (هذا هو ختمنا المُستخدم من ِقبل اتفاقية الاتحاد والذي يُحتفظ به ويُستخدم في اسكتلندا في مكان الختم الأعظم لاسكتلندا) موُقع بخط أيدينا والمُسجل في بيان الختم الأعظم وبالتالي نحن من نتسبب في صُنع الإجَازَة ونوقع عليها والتي بواسطتها نمنح الموافقة الملكية لمشاريع القوانين كما نطلب أيضًا من الأمين على ختمنا الإسكتلندي أن يختم هذه المشاريع بهذا الختم. وإثباتا لذلك فنحن من نجعل المشاريع قوانين. والشاهد على ذلك هو نحن أنفسنا في ....يوم ....في....سنة تولينا الحكم. مُوقع بواسطة الملكة نفسها وبيديها.

#### ويلز
الإجراءات، هي الوسائل التي تستخدمها الجمعية الوطنية لويلز لتُصدر التشريعات في الفترة ما بين 2006 و2011، والتي وافقت عليها الملكة عن طريق بعض الوسائل في مرسوم في المجلس. البند رقم 102 لحكومة ويلز قانون 2006 الذي استلزم من كاتب الجمعية أن يُقدم الإجراءات التي شرعتها الجمعية بعد فترة أربعة أسابيع والتي خلالها يمكن للمستشار العام أو النائب العام لويلز أن تُشير للإجراء المُقترح من أجل المحكمة العليا لاتخاذ قرار بشأن ما إذا كان الإجراء مع كفاءة الجمعية التشريعية.
في أعقاب الاستفتاء الذي عُقد في مارس 2011، والذي صوتت فيه الغالبية لصالح توسيع قوى الجمعية لصُنع القانون، الإجراءات سوف تُستبدل بواسطة قوانين الجمعية على نحو مماثل لأعمال البرلمان الإسكتلندي، وبعد فترة انتظار دامت لأربعة أسابيع سوف تُمنح الموافقة الملكية على قوانين الجمعية عن طريق وسائل الإجَازَة باستخدام الصيغة التالية:
"إليزابيث الثانية منّة الله للمملكة المتحدة لبريطانيا العظمى وأيرلندا الشمالية والعوالم والأقاليم الأخرى ملكة ورئيسة الكومنولث ومدافعة عن الإيمان وشخص نثق فيه ومحبوبة من أعضاء الجمعية الوطنية لويلز يُحيون:
بقدر واحد أو أكثر من مشاريع القوانين التي تم شرّعتها الجمعية الوطنية ويلز والتي تم قُدمت لنا لحصولها على الموافقة الملكية وقُدمت لنا بواسطة كاتب الجمعية الوطنية ويلز وفقا للقانون حكومة ويلز لعام 2006 والعناوين القصيرة التي ترد فيها مشاريع القوانين معروضة في مُلحق هنا لوضع مشاريع القوانين هذه بنزاهة بموجب قانون حكومة ويلز لعام 2006 لأن هذه المشاريع لا تصبح قوانين للجمعية الوطنية كما لا تصبح نافذة في القانون بدون موافقتنا الملكية والمُشار إليها بالإجَازَة بموجب ختمنا الويلزي والمُوقع بأيدينا وبالتالي نحن من نتسبب في صُنع الإجَازَة ونوقع عليها والتي بواسطتها نمنح الموافقة الملكية لمشاريع القوانين والتي يجب أن تُؤخذ وتُقبل لكونها قوانين جيدة ومثالية للجمعية الوطنية والتي تُضع قيد التنفيذ وفقًا لمقتضيات الأمر. كما نطلب أيضًا من الأمين على ختمنا الويلزي أن يختم هذه المشاريع بهذا الختم.
وإثباتًا لذلك فنحن من نجعل المشاريع قوانين.
والشاهد على ذلك هو نحن أنفسنا في.....يوم....في....سنة تولينا الحُكم. بواسطة الملكة نفسها ومُوقع بخط يدها."
ويمكن أيضًا أن تُجرى الإجَازَة في ويلز.

#### أيرلندا الشمالية
بموجب البند رقم 14 من قانون أيرلندا الشمالية لعام 1998، مشروع القانون الذي أقرته جمعية أيرلندا الشمالية قُدمت للملكة بواسطة وزير خارجية أيرلندا الشمالية من أجل حصول المشروع على الموافقة الملكية بعد فترة انتظار دامت أربعة أسابيع، التي من الممكن أن يقوم خلالها النائب العام لأيرلندا الشمالية بإحالة مشروع القانون إلى المحكمة العليا. تُمنح الموافقة عن طريق وسائل الإجَازَة في الصيغة التالية المبينة في مرسوم أيرلندا الشمالية لعام 1999 (الموافقة الملكية على مشاريع القوانين).
"إليزابيث الثانية منّة الله للمملكة المتحدة لبريطانيا العظمى وأيرلندا الشمالية والعوالم والأقاليم الأخرى ملكة ورئيسة الكومنولث ومدافعة عن الإيمان وشخص نثق فيه ومحبوبة من أعضاء جمعية أيرلندا الشمالية يُحيون:
بينما أنتم أعضاء جمعية أيرلندا الشمالية شرّعتم مشروع قانون العناوين القصيرة المعروضة في مُلحق هنا لوضع مشاريع القوانين لأن هذه المشاريع لا تُصبح قانون لجمعية أيرلندا الشمالية بدون موافقتنا الملكية؛ حيث أن المُتابع لقانون أيرلندا لعام 1998 سيجد أن مشروع القانون قد قُدم لنا بواسطة إلحاق اسم وزير الخارجية واحد من وزرائنا الرئيسيين للدولة من أجل الحصول على موافقتنا الملكية؛ وبالتالي نحن من تسببنا في صُنع مشاريع القوانين والتوقيع عليهم وبهم نمنح موافقتنا الملكية على هذه المشاريع كما نأمر إلحاق اسم كاتب الملك لأيرلندا الشمالية أن يختم مشاريعنا بالختم الأعظم لأيرلندا الشمالية كما نأمر أيضًا بإخطار الموظف المُترئس لجمعية أيرلندا الشمالية بمشاريعنا؛ وأخيرًا نعلن أنه، وفقًا لقانون أيرلندا الشمالية لعام1998، وفي بداية اليوم الذي تم فيه الإخطار بموافقتنا الملكية على النحو السالف ذكره بأن يصبح مشروع القانون قانونًا في جمعية أيرلندا الشمالية.
وإثباتًا لذلك فنحن من نجعل المشاريع قوانين.
والشاهد على ذلك هو نحن أنفسنا في.....يوم....في....سنة تولينا الحُكم.
بواسطة الملكة نفسها ومُوقع بخط يدها."
في الفترة ما بين عامي 1922و 1972، مشاريع القوانين التي شرّعها برلمان أيرلندا الشمالية انتقلت إلى حاكم أيرلندا الشمالية من أجل الموافقة الملكية بموجب قانون حكومة أيرلندا لعام 1920، لاستبدال وزارة اللورد المُلازِم.

#### إجراءات كنيسة إنجلترا
بموجب قانون جمعية كنيسة إنجلترا (سُلطات) لعام 1919 الذي هو إجراء المُجمع الكَنَسيّ العام لكنيسة إنجلترا والذي أصبح قانونًا بمجرد حصوله على الموافقة الملكية بنفس الطريقة التي حصل عليها قانون البرلمان.

## عوالم الكومنولث الأخرى
في العوالم الكومنولث خارج المملكة المتحدة، يتم منح الموافقة الملكية أو حجبها من قبل الحاكم العام، مُمثل السيادة. في العوالم ذات الحكم الفيدرالي، تُحجب الموافقة بواسطة مُمثلي السيادة في كل دولة ، مقاطعة، أو إقليم؛ في أستراليا، وهذا هو حاكم (دولة) أو مسئول (الإقليم الشمالي)؛ في كندا، هذا هو حاكم برتبة مُلازم (من مقاطعة). حاكم الدولة أو الحاكم برتبة مُلازم لمقاطعة ما من الممكن أن يُرجي الموافقة إلى الحاكم العام، والذي بدوره يمكن أن يُرجي الموافقة إلى الحاكم. في بعض الحالات، عندما تُعلّق المسيرة الملكية في عالم الكومنولث، من الممكن أن تكون الموافقة اِحترَاَزَية لذلك فإن الحاكم قد يمنحها شخصيًا. لو عجز الحاكم العام عن منح الموافقة، يمكن أن يحدث هذا إما عن طريق نائب الحاكم العام لكندا-رئيس المحكمة الكندية-أو قاضٍ آخر من المحكمة العليا الكندية.
في كلًا من الدولة والعوالم الفيدرالية في أستراليا، تُستخدم الموافقة كوسائل لفرض الاستفتاء المطلوب. يحدث ذلك بشرط أنه لا يكون قانوني ولا حتى يُقدم القانون لحصوله على الموافقة المُتعلقة بنائب الملك إلا إذا وافقت عليه النسبة المطلوبة من الجماهير المصوتة على الاستفتاء. في نيوزيلندا، البند رقم 16 من قانون الدستور لعام 1986 والذي يَنص على أن«مشروع القانون الذي يُشرّعه مجلس النواب يصبح قانونًا عندما يوافق عليه الملك أو الحاكم العام ويوقع بهذه الموافقة.» كما يتضمن هذا القانون أيضًا على البند رقم 3 الذي ينص على أن الملك أو الحاكم العام يمكن أن يمنح الموافقة الملكية شخصيًا أو نيابةً عنه.

### التغيرات التاريخية
في حين أنه لم تُحجب الموافقة الملكية في المملكة المتحدة منذ عام 1708، غالبًا تُحجب في المستعمرات البريطانية والمستعمرات السابقة بواسطة الحكام بناء على تعليمات ملكية. في إعلان استقلال الولايات المتحدة، اشتكى المستعمرون من أن جورج الثالث «رفض منح موافقته على القوانين، الأكثر فاعلية وضرورية لصالح العامة كما منع المحافظين من التصديق على القوانين ذات الأهمية الفورية والملحة، إلا إذا وقف تنفيذها حتى يوافق عليها؛ وعندما تُعلق هذه القوانين يُهملها تمامًا ولا يُبدي لها أي اهتمام.» حتى بعد منح المستعمرات مثل كندا وأستراليا، ونيوزيلندا، واتحاد جنوب أفريقيا، والأراضي المُستكشفة حديثًا حكومة مسئولة، واصلت الحكومة البريطانية تقديم المشورة للحاكم العام بشأن منح الموافقة. تكون الموافقة أحيانًا اِحتَرًازَية من أجل السماح للحكومة البريطانية لدراسة مشروع القانون قبل تقديم المشورة للحاكم العام.
منذ وعد بلفور عام 1926 ودستور وستمنستر عام 1931، يتصرف الحاكم العام فقط بناء على نصيحة الوزراء المحليين، وليس بناء على نصيحة الحكومة البريطانية. كما هو الحال في المملكة المتحدة، يصون الوزراء بشكل عام السلطة التشريعية دعم السلطة التشريعية وهم من يُدبرون التصديق على مشاريع القوانين؛ وبالتالي ليس من المُرجح أن ينصحوا ممثل الملك بحجب الموافقة. سُلطة حجب الموافقة الملكية تُمارس بشكل خاص بواسطة قائم مقام ألبرتا، جون سي بوين، في عام 1937، أما فيما يتعلق بمشاريع القوانين الثلاثة التي تم التصديق عليها في ظل حكومة الائتمان الاجتماعي لويليام ابرهارت سعى مشروعي قانون لوضع البنوك تحت سلطة المقاطعة، لذلك فهي تتداخل مع صلاحيات الحكومة الفيدرالية. أما المشروع الثالث، مشروع قانون المعلومات والأخبار الدقيقة، مزعوم إجباره الصحف لطباعة تفنيدات الحكومة في مقالات والتي اعترض عليها مجلس وزراء المقاطعة. أكدت فيما بعد عدم دستورية مشاريع القوانين الثلاثة بواسطة المحكمة العليا في كندا واللجنة القضائية التابعة لمجلس شورى الملك.
في أستراليا، نشبت مسألة تقنية مع الموافقة الملكية في كل من عامي 1976و 2001. في عام 1976، يُقدم مشروع قانون ناشئ في مجلس النواب عن طريق الخطأ إلى الحاكم العام ووافق عليه. ومع ذلك، اُكتشف لاحقًا أنه لم يُصدّق عليه من قبل كل المجالس. نشأ هذا الخطأ لأن مشروعي القانون اللذان يحملان نفس العنوان الذي نشأ من المجلس. ألغى الحاكم العام الموافقة الأولى، قبل الموافقة على مشروع القانون الذي صُدّق عليه بالفعل. تم أتُبِعَ نفس الإجراء لتصحيح خطأ مماثل نشأ في عام 2001.

### الاحتفالات
في العوالم الكومنولث، من الممكن أن يمنح الحاكم الموافقة شخصيًا، بواسطة الحاكم العام شخصيًا، أو بواسطة نائب الحاكم العام. في كل العوالم، على الرغم من، أن الموافقة كانت غالبًا تُمنح أو يُشار إليها خارج المجلس التشريعي، كما يُخطر كل مجلس به على حدة.
في أستراليا، الاحتفال الرسمي لمنح الموافقة في البرلمان لم يُستخدم بشكل منتظم منذ أوائل القرن العشرين. الآن، يُرسل مشروع القانون إلى مقر الحاكم العام بواسطة المجلس الذي تمت فيه صياغة هذا المشروع. يوقع العام الحاكم على مشروع القانون، ويرسل رسائل إلى رئيس مجلس الشيوخ ورئيس مجلس النواب، الذين يُخطرون مجالسهم الخاصة بإجراء الحكم العام. يتم إتباع عُرف مماثل في نيوزيلندا، حيث لم يمنح الحاكم العام الموافقة الملكية شخصيًا في البرلمان منذ عام 1875.
في كندا، كانت الاحتفالات التقليدية لمنح الموافقة في البرلمان تُستخدم بانتظام حتى القرن الحادي والعشرين، بعد فترة طويلة من وقفها في المملكة المتحدة وعوالم الكومنولث الأخرى. إحدى النتائج، المُبتكرة كجزء من سلسلة الواجبات الملكية التي تهدف إلى إظهار وضع كندا باعتبارها مملكة مستقلة، هي أن الملك جورج السادس قد وافق شخصيًا على تسعة من مشاريع القوانين من أجل البرلمان الكندي خلال الجولة الملكية لكندا عام 1939- بعد مرور 85عام من منح جدته العظيمة، الملكة فيكتوريا، أخر موافقة ملكية لها شخصيًا في المملكة المتحدة. بموجب قانون الموافقة الملكية لعام 2002، على الرغم من أن العُرف البديل لمنح الموافقة الملكية كتابيًا، ويُخطر كل مجلس به على حدة، إلا أنه بدأ سريانه. كما يوفر القانون أيضًا، أن الموافقة الملكية يجب أن يُشار إليها بواسطة الحاكم العام، أو غالبًا بواسطة النائب، وعادة ما يكون قاضٍ المحكمة العليا _ في مجلس الشيوخ، (كما جرت العادة بمنع الحاكم عن مجلس النواب.) مرتين على الأقل كل سنة ميلادية: لإجراء الاعتماد الأولى وقانون آخر واحد على الأقل، عادة فالإجراء الأول الغير مُعتمد يتم يُصدّق عليه. ومع ذلك، ينص القانون على أن منح الموافقة الملكية لا تصدر ولا تكون صالحة عندما تفشل في اعتماد حفل تقليدي حيثما يكون مطلوبًا.

### تبعيات التاج البريطاني

#### ولاية غيرنسي وولاية جيرسي
حكام ولايتي غيرنسي وجيرسي برتبة ملازم أول لا يمنحون الموافقة الملكية. قانون عام 2005 لولايات جيرسي أبطل أي سلطة للحاكم برتبة ملازم أول في الاعتراض على أي قرار للولايات.
بدلًا من ذلك، يقوم الملك بمنح الموافقة الملكية مباشرةً بموجب مرسوم من المجلس. تُمنح الموافقة أو تُرفض بناء على نصيحة من وزير العدل. ومن الأمثلة الحديثة (أو بشكل صحيح أكثر، عندما رفض وزير العدل تقديم القانون لحصوله على الموافقة الملكية) في عام 2007. فيما يتعلق بالمقومات في دستور رئيس دعاوى سارك. مُنحت الموافقة بعد ذلك على نسخة منقحة من المقومات المقترحة.) في عام 2011، قدم المرشحون المناهضون للقانون الذي سعى للحد من عدد أعضاء مجلس الشيوخ في ولايات جيرسي عريضة إلى مجلس شورى الملك لتقديم المشورة للملكة برفض الموافقة الملكية. رسّخ مرسوم المجلس في 13 يوليو عام 2011 قواعد جديدة للنظر في العرائض المقدمة ضد منح الموافقة الملكية.
القوانين تتطلب موافقة ملكية؛ أما التشريعات الأخرى مثل الأنظمة (في غيرنسي)واللوائح والأوامر (في جيرسي) لا تتطلب موافقة ملكية.

#### جزيرة مان
الإجراءات الخاصة التي تنطبق على التشريع صدّقت عليها تاينولد، الهيئة التشريعية في جزيرة مان. قبل أن يقوم التاج البريطاني في عام 1765(نقل حق الملكية) برشوة رئاسة الجزيرة، كانت موافقة رئيس مان على أي مشروع قانون مُبينة بواسطة خطاب يرسله للحاكم. بعد عام 1765، كانت الموافقة الملكية في أول الأمر تُبين بواسطة خطاب يرسله وزير الخارجية إلى الحاكم؛ ولكن خلال الوصاية البريطانية على العرش، بدأ العُرف بمنح الموافقة الملكية بموجب مرسوم من المجلس، والذي لا يزال حتى يومنا هذا، على الرغم من أنها كان يقتصر على الحالات الاستثنائية منذ عام 1981.
في عام 1981، أُرسل مرسوم من المجلس إلى الحاكم برتبة ملازم أول مانحًا إياه السلطة لمنح الموافقة الملكية على مشاريع القوانين والتي صدّقت عليها تاينولد. يجب أن يُحيل الحاكم برتبة ملازم أول أي مشروع قانون إلى قسم وزير العدل التالي (تُدعى الآن وزارة العدل) للمشورة، والتي يتعين عليه أن يتصرف وفقها، كما أن هناك أنواع معينة من مشاريع القوانين والتي تُحجز للملك، وفي هذه الحالة يُتبع الإجراء السابق.
الموافقة الملكية ليست كافية لمنح المفعول القانوني لأي قانون صادر عن تاينولد. حسب العُرف القديم، لا يدخل أي قانون حيز التنفيذ حتى يُعلن عنه في مجلس تاينولد المفتوح في الهواء الطلق، والذي غالبًا ما يُعقد على تاينولد هيل في سانت جونز في عيد القديس يوحنا (24 حزيران)، ولكن منذ اعتماد الميلادي تقويم عام 1753، في 5 تموز (أو في الاثنين القادم إذا لم يكن 5 تموز هو يوم سبت أو أحد). الإعلان يتكون في الأصل من قراءة القانون باللغة الإنجليزية ولغة جزيرة مان، ولكن بعد عام 1865 أصبحت قراءة عنوان القانون وملخص لكل بند فيه شيء كافيًا. تم تقليص هذا في عام 1895 ليصبح قراءة لعناوين ومذكرة لموضوع وفحوى هذا القانون، ومنذ عام 1988، أصبحت القراءة فقط للعناوين القصيرة وملخص للعناوين القصيرة.
إجراء طارئ يُمكن القانون من دخوله حيز تفعيل الموافقة الملكية التي أعلن عنها في جلسة عادية في تاينولد، التابعة لكونه صدر في غضون 12 شهر، قُدّم في عام 1916؛ منذ عام 1988، كان هذا هو الإجراء المُعتاد كما يتعطل تفعيل القانون حتى يتم إصداره في غضون 18 شهر بعد إعلان الموافقة الملكية في تاينولد.
منذ عام 1993، كانت جزيرة سودور ومجمع كَنَسيّ أسقفية جزيرة مان لهم السُلطة سن الإجراءات لتشريع الأحكام «بالنسبة لأي أمر يتعلق بكنيسة إنجلترا في الجزيرة». إذا وافقت عليها تاينولد، فإن الإجراء قوة وفاعلية على قانون تاينولد بناء على الموافقة الملكية والتي تُخطر تاينولد بها أيضًا. الفترة ما بين عامي 1979 و1933، كان للمجمع الكَنَسيّ سُلطة مماثلة، ولكنها تقتصر على توسيع نطاق إجراءات المجمع الكَنَسيّ العام في جزيرة مان. قبل عام 1994، مُنحت الموافقة الملكية بموجب قرار من المجلس، كما يحدث لمشروع القانون، ولكن سلطة منح الموافقة الملكية للإجراءات تم الآن تفويضها للحاكم المُلازم. الإجراء لا يتطلب إصدارًا.

#### أقاليم ما وراء البحار البريطانية
الحكام (أو الحكام المُلازمين) أقاليم ما وراء البحار البريطانية يمنحون أو يرفضون منح الموافقة الملكية على التشريعات الإقليمية. كما يمكنهم أيضًا أن يبقوا على مشروع قانون لكي يسمحوا للملك باتخاذ قرار شخصي. عندما كانت هونغ كونغ في ظل الاحتلال البريطاني، كانت مشاريع القوانين التي يُجيزها المجلس التشريعي تتطلب دستوريًا حصولها على الموافقة الملكية مُبينة من قبل الحاكم.

### عام
في بعض الحكومات الملكية، إصدار القانون مطلوب فضلًا عن الموافقة الملكية: مثل بلجيكا، والدنمارك، واليابان، ولوكسمبورغ، وماليزيا، وهولندا، والنرويج، وأسبانيا، وتايلاند. في الحكومات الملكية الأخرى: مثل السويد، تُصدر الحكومة القوانين بشكل رسمي. في كلتا الحالتين، وعلى الرغم من أن عملية الموافقة الملكية عادةً ما تكون احتفالية، سواء عن طريق العُرف الدستوري أو عن طريق نص صريح من الدستور.

### بلجيكا
إن العقوبات الملكية في بلجيكا لها نفس المفعول القانوني للموافقة الملكية، كما تكون الحكومة هي المسئولة إذا رفض الملك أو الملكة العقوبة الملكية. يُصدر الملك القانون، فهذا يعني أنه يعلن القانون بشكل رسمي والمراسيم التي تُنفذ. في عام 1990، عندما نصح بودوان الأول ملك بلجيكا لحكومة لا يمكن أنه قد كان في كامل عقله، فتوقيع مشروع قانون يُجرّم الإجهاض، أعلن مجلس الوزراء أن بودوان غير قادر على ممارسة سُلطاته بناء على طلبه هو. وفقًا للدستور البلجيكي، وبناء على إعلان عدم أهلية الملك، تَوَلّى مجلس الوزراء سُلطات رئيس الدولة حتى يستطيع البرلمان أن يُسيطر على عدم أهلية الملك وتعيين وصيّ على العرش. ثم بعد ذلك وافق كل أعضاء مجلس الوزراء على مشروع القانون بالنيابة عن الملك. أعلن مجلسي البرلمان أن الملك قادر على ممارسة سُلطاته مرة أخرى في اليوم التالي.

### الأردن
يمنح دستور الأردن ملكه الحق في حجب الموافقة على القوانين التي يُقرها برلمان الدستور. تمنح المادة 93 من تلك الوثيقة لملك الأردن مدة ستة أشهر للتوقيع أو الاعتراض على أي تشريع يرسله له مجلس الأمة؛ إذا قام الملك بالاعتراض على التشريع في غضون ذلك الإطار الزمني، يمكن أن يتجاوز المجلس اعتراضه بتصويت ثلثي المجلسين على ذلك؛ خلاف ذلك لا يُفعّل القانون (ولكن قد يُعاد النظر فيه في جلسة المجلس التالية). إذا فشل في التصرف في غضون مدة الستة أشهر منذ تقديم مشروع القانون له، فإنه يصبح قانونًا بدون توقيعه.

### ليختنشتاين
تسمح ليختنشتاين لملكها أو ملكتها بحجب الموافقة الملكية بإرادته أو بإرادتها الخاصة. عندما قام الأمير هانز آدم الثاني بخطوة غير مسبوقة للنظام الملكي الدستوري، لقد رفض منح الموافقة الملكية على مشروع قانون يُجيز الإجهاض، وكافح لمشروع قانون يحصل من خلاله على سُلطات واسعة في الحكومة تتجاوز الأمور الرسمية، بما في ذلك سُلطة تعيين القضاة. على الرغم من أنه كان في لحظة استياء، أعلن ساخرًا ذات مرة أنه سوف يبيع البلد إلى بيل جاتس ويعيد تسميته ليصبح مايكروسوفت، هُدد بشكل خطير لكي ينتقل هو والأسرة الأميريّة إلى النمسا. تم التصديق على مشروع القانون، ويمتلك الأمير الآن سُلطات إضافية كثيرة، بما في ذلك سُلطة حجب الموافقة الملكية من تلقاء نفسه.

### لوكسمبورغ
في حين أن دستور لوكسمبورغ يتطلب سابقًا توقيع الدوق الأكبر أو الدوقة على القانون الجديد لكي يصبح نافذ المفعول، أُلغيّ هذا الحق في عام 2008، بعد أن أبلغ هنري، الدوق الأكبر، رئيس الوزراء أنه لا يمكن أن يكون ضميره مستريح إذا وقع على مشروع قانون يُجيز القتل الرحيم في البلد.

### هولندا
الموافقة الملكية مطلوبة في هولندا، بموجب المادة 87 من دستور هولندا، ليصبح مشروع القانون قانونًا. بعد أن تتم الموافقة على القانون من قِبل مجلس الوزراء وبعد تلقيه نصيحة إيجابية من مجلس الدولة، ثم ترسله الحكومة بعد ذلك إلى البرلمان باسم الملك بالنص التالي:
Aan de Tweede Kamer der Staten-Generaal"
Wij bieden U hiernevens ter overweging aan een voorstel van wet houdende
[موضوع القانون] in verband met [السبب والغرض من القانون]
De memorie van toelichting (en bijlagen) die het wetsvoorstel vergezelt, bevat de gronden waarop het rust.
En hiermede bevelen Wij U in Godes heilige bescherming.
[الموقع والتاريخ] [توقيع ويليم ألكساندر (ملك هولندا)]."
"إلى الهيئة القضائية الثانية من مجلس طبقات الأمة
بهذا نحن نقد لكم بشأن التشاور اقتراح قانون يحتوي على [موضوع القانون] فيما يتعلق [بالسبب والغرض من القانون]
المذكرة الإيضاحية (والملاحق) التي تُرافق اقتراح قانون، تحتوي على الأسس التي يستند إليها.
وبهذا نحن نقودكم في حماية الله المقدسة.
[الموقع والتاريخ] [توقيع ويليم ألكساندر (ملك هولندا)]."
بعد أن ناقش مجلس النواب القانون، أما أن يوافقوا عليه ويرسلوه إلى مجلس الشيوخ مع النص "ترسل المحكمة القضائية الثانية لمجلس طبقات الأمة اقتراح القانون التالي الذي تمت الموافقة عليه إلى الهيئة القضائية الأولى"، أو يرفضه ويعيده للحكومة مع النص "رفضت الهيئة القضائية الثانية لمجلس طبقات الأمة اقتراح القانون المُلحق. إذا قام المجلس الأعلى بعد ذلك بالموافقة على القانون، فإنه يُعيد إرساله إلى الحكومة مع النص "إلى الملك، لقد قَبِل مجلس طبقات الأمة اقتراح القانون كما تم عرضه هنا."
الحكومة المُكونة من الملك والوزراء سوف يقومون بعد ذلك بالموافقة على الاقتراح، ويُوقع الحاكم وأحد الوزراء على الاقتراح بالإضافة إلى بندًا تشريعيًا، ثم يُخطرون مجلس طبقات الأمة «بموافقة الملك على الاقتراح.» لقد حدث هذا في ظروف استثنائية ألا وهي أن الحكومة لم توافق على القانون الذي أقرّه البرلمان. وفي مثل هذه الحالة لن يُوقع الملك ولا الوزير مشروع القانون، وسيتم إخطار مجلس طبقات الأمة «بأن الملك سوف يتروى في اتخاذ القرار بشأن الاقتراح.» القانون الذي يتلقى الموافقة الملكية سوف يُنشر في مجلة الدولة، ولكن سيتم الاحتفاظ بالنسخة في سجلات مكاتب الملك.

### النرويج
المواد 77-79 من الدستور النرويجي منحت خصيصًا ملك النرويج الحق في حجب الموافقة الملكية عن أي مشروع قانون يُقره المجلس الأعلى أو البرلمان النرويجي. هل ينبغي للملك اختيار ممارسة هذا الامتياز في أي وقت، المادة 79 توفر وسائل والتي بموجبها يمكن تجاوز حق الاعتراض للملك: «إذا تم التصديق على مشروع قانون بدون تعديل من قبل جلستين من البرلمان النرويجي، الذي تم تشكيله بعد حلقتين من الانتخابات المنفصلة والمتتالية واللتان كان يفصل بينهما على الأقل جلستين متداخلتين من البرلمان النرويجي، فبدون مشروع قانون مُنفصل تمت الموافقة عليه من قِبل أي برلمان في الفترة ما بين أول وأخر إقرار، ومن ثم يتم إحالته إلى الملك مع التماس لجلالته بعدم رفضه منح الموافقة لمشروع قانون والذي جاء بعد مداولات كاملة، فإن البرلمان النرويجي يُعد مفيدًا، يجب أن يُصبح قانونًا حتى لو لم يحصل على الموافقة الملكية قبل خروج أعضاء البرلمان للاستراحة.»

### إسبانيا
الباب الرابع من دستور إسبانيا 1978 يستثمر الموافقة الملكية Consentimiento Real"" (الموافقة الملكية) وإصدار (منشور) القوانين مع ملك إسبانيا، بينما الباب الثالث، برلمان إسبانيا (Cortes" "Generales، كورتيس خينيراليس أي المحاكم العامة)، القسم الثاني، صياغة مشاريع القوانين، يحدد الوسائل التي سيتم عن طريقها التصديق على مشاريع القوانين. وفقًا للمادة 91، وفي غضون خمسة عشر يومًا من تصديق المحاكم العامة على مشروع قانون، ينبغي على الملك أن يمنح الموافقة ويعلن القانون الجديد. كللت المادة 92 الملك بالحق في المطالبة بالاستفتاء، بناء على نصيحة رئيس الحكومة (ويُشار إليه عادة في اللغة الإنجليزية برئيس الوزراء) وبتفويض من البرلمان «كورتيس».
لا يوجد بند في الدستور يمنح الملك القدرة على الاعتراض على التشريع مباشرة؛ على الرغم من أنه لا يوجد بند أيضًا يمنع الملك من حجب الموافقة الملكية، والتي تُشكل فعليًا حق الاعتراض. عندما سألت وسائل الإعلام الإسبانية الملك خوان كارلوس إذا كان يؤيد مشروع القانون الذي يُجيز زواج المثليين في إسبانيا، فأجاب " Soy el Rey de España y no el de Bélgica" «أنا ملك إسبانيا وليس ملك بلجيكا»_في إشارة إلى بودوان الأول ملك بلجيكا، الذي كان قد رفض التوقيع على القانون البلجيكي الذي يُجيز الإجهاض. منح الملك الموافقة الملكية على قانون 13/ 2005في 1 تموز/يوليو؛ تم الإعلان عن القانون في الجريدة الرسمية للدولة " "Boletín Oficial del Estado في 2 تموز/ يوليو وتم تفعيله في 3 تموز/يوليو 2005. إضافة إلى ذلك، في عام 2010، منح الملك خوان كارلوس الموافقة الملكية على القانون الذي يُبيح الإجهاض عند اللزوم.
إذا رفض ملك إسبانيا في أي وقت وبضمير مستريح منح الموافقة الملكية، فإجراء مُماثل للإدارة البلجيكية لاعتراض الملك بودوان لن يكون ممكنًا في ظل الدستور الحالي. إذا أعلن الملك في أي وقت في الماضي عدم قدرته على الاضطلاع بالسُلطة الملكية، لن يتم نقل صلاحياته إلى مجلس الوزراء، بانتظار لجنة الوصاية البرلمانية. وبدلًا من ذلك فإن الدستور يُفوض من يقع عليه الدور حسب العمر في سلالة الخلافة ليصبح الوصي على العرش فورًا. وبالتالي كان الملك خوان كارلوس يتبع المثال البلجيكي في عام 2005 أو عام 2010، فإعلان عدم القدرة سيتسبب فقط في نقل السلطة إلى الوارث الشرعي، فيليبي أمير أستورياس.

### مملكة تونجا
المادتين 41 و68 من الدستور تُمكن الملك من حجب الموافقة الملكية عن مشاريع القوانين التي اعتمدتها المجلس التشريعي. في عام 2010، اتجهت المملكة لمزيد من الديمقراطية، حيث قال الملك جورج توبو الخامس أن رئيس الوزراء سوف يُرشده في ممارسة سُلطاته. ومع ذلك هذا لا يمنع قرار ملكي مستقل من ممارسة حق النقض (الفيتو). في نوفمبر/تشرين الثاني عام 2011، اعتمدت الجمعية تعديل مشروع قانون الأسلحة والذخائر، الذي الأحكام الجنائية المحتملة لحيازة الأسلحة النارية بصورة غير مشروعة. تم اعتماد القانون بواسطة عشرة أصوات مقابل ثمانية. تم إدانة اثنين من أعضاء الجمعية مؤخرًا بتهمة حيازة الأسلحة غير المشروعة. صوّت اللورد تويفاكانو، رئيس الوزراء، لصالح التعديل. استنكر أعضاء المعارضة مشروع القانون، وطلبوا من الملك إسقاطه، وهو ما فعله في ديسمبر/كانون الأول.

## وصلات خارجية
النص الرسمي لقانون الموافقة الملكية عام 1967 الساري حتى اليوم (يشمل ذلك أي تعديلات)داخل المملكة المتحدة، من قاعدة بيانات قانون دستور المملكة المتحدة.